# NGC 6934
إن جي سي 6934 أو كلادويل 47  (بالإنجليزية:NGC 6934 ) هو تجمع نجمي كروي ، يرى في اتجاه كوكبة الدلفين. يبلغ لمعانه 9و8 قدر ظاهري.
يبعد التجمع النجمي إن جي سي 6934 نحو 52.000 سنة ضوئية .
، وهو أحد التجمعات النجمية في مجرتنا التي يبلغ قطرها نحو 100.000 سنة ضوئية .
اكتشفه وليام هيرشل في يوم 24 سبتمبر 1785.